# Danilo Almeida Alves
Danilo Almeida Alves (Baixa Grande, 11 aprile 1991) è un calciatore brasiliano, attaccante dell'ABC.

## Carriera

### Club
Il 4 gennaio 2016 viene acquistato a titolo definitivo dalla squadra albanese del Flamurtari Valona.

## Statistiche

### Presenze e reti nei club
Statistiche aggiornate al 21 dicembre 2018.
| Stagione                 | Squadra                  | Campionato               | Campionato | Campionato | Coppe nazionali | Coppe nazionali | Coppe nazionali | Coppe continentali | Coppe continentali | Coppe continentali | Altre coppe | Altre coppe | Altre coppe | Totale | Totale |
| Stagione                 | Squadra                  | Comp                     | Pres       | Reti       | Comp            | Pres            | Reti            | Comp               | Pres               | Reti               | Comp        | Pres        | Reti        | Pres   | Reti   |
| ------------------------ | ------------------------ | ------------------------ | ---------- | ---------- | --------------- | --------------- | --------------- | ------------------ | ------------------ | ------------------ | ----------- | ----------- | ----------- | ------ | ------ |
| ago.-dic. 2011           | Luverdense               | C                        | 3          | 0          | CB              | 0               | 0               | -                  | -                  | -                  | -           | -           | -           | 3      | 0      |
| apr.-lug. 2014           | Bragantino               | B                        | 5          | 0          | CB              | 0               | 0               | -                  | -                  | -                  | -           | -           | -           | 5      | 0      |
| lug.-dic. 2014           | Criciúma                 | A                        | 5          | 0          | CB              | 0               | 0               | -                  | -                  | -                  | -           | -           | -           | 5      | 0      |
| gen.-giu. 2016           | Flamurtari Valona        | KS                       | 16         | 5          | CA              | 4               | 0               | -                  | -                  | -                  | -           | -           | -           | 20     | 5      |
| 2016-2017                | Flamurtari Valona        | KS                       | 29         | 5          | CA              | 3               | 0               | -                  | -                  | -                  | -           | -           | -           | 32     | 5      |
| 2017-2018                | Flamurtari Valona        | KS                       | 28         | 4          | CA              | 4               | 2               | -                  | -                  | -                  | -           | -           | -           | 32     | 6      |
| ago.-set. 2018           | Afjet Afyonspor          | 1L                       | 2          | 0          | CT              | 0               | 0               | -                  | -                  | -                  | -           | -           | -           | 2      | 0      |
| set. 2018-feb. 2019      | Flamurtari Valona        | KS                       | 10         | 4          | CA              | 1               | 1               | -                  | -                  | -                  | -           | -           | -           | 11     | 5      |
| Totale Flamurtari Valona | Totale Flamurtari Valona | Totale Flamurtari Valona | 83         | 18         |                 | 12              | 3               |                    | -                  | -                  |             | -           | -           | 95     | 21     |
| feb. 2019                | Oqjetpes                 | PL                       | 0          | 0          | CK              | 0               | 0               | -                  | -                  | -                  | -           | -           | -           | 0      | 0      |
| Totale carriera          | Totale carriera          | Totale carriera          | 98         | 18         |                 | 12              | 3               |                    | -                  | -                  |             | -           | -           | 110    | 21     |

## Palmarès

### Competizioni nazionali
- Thai League Cup: 1

BG Pathum United: 2023-2024